# Glen Porter
Glen Porter — американский музыкант, исполнитель в стилях электронная музыка, трип-хоп. Настоящее имя — Райан Стивенсон (Ryan Stephenson).

## Биография
Райан начал свою музыкальную деятельность в будучи подростком. С детства играл на пианино, тромбоне и гитаре. Первый альбом «Blessed By A Young Death» увидел свет в 2008 году. Сотрудничал с английской группой Dday One. Критики очень тепло отзывались о его музыке. В 2014-м Glen Porter стал специальным гостем и членом жюри российского фестиваля трип-хопа Metagalaxy Festival.

## Альбомы
- Blessed By A Young Death (2008)
- Falling Down (2009)[4]